# Laudianski kodeks
Laudianski kodeks, latinsko Codex Laudianus (Gregory-Aland no. Ep 08), je eden najstarejših ohranjenih svetopisemskih kodeksov. Napisan je v grščini in v uncialni pisavi (27 x 22 cm). Kodeks zajema besedilo pisem apostola Pavla.
Napisan je bil v 6. stoletju.
Trenutno ga hrani Bodleianova knjižnica (Cat. number: Laud. Gr. 35 1397, I,8) v Oxfordu.

## Zuzanje povenaze
- R. Waltz, Codex Laudianus E (08), Encyclopedia of Textual Criticism (2007)